# Pellaea intermedia
Pellaea intermedia är en kantbräkenväxtart som beskrevs av Georg Heinrich Mettenius och Oskar Kuhn. Pellaea intermedia ingår i släktet Pellaea och familjen Pteridaceae. Inga underarter finns listade.